# 和起
和起（?—1756年），清朝中期將領，馬佳氏，滿洲鑲藍旗人，官至從一品的寧夏將軍，后戰死沙場，被乾隆帝追贈其為一等伯，諡號武烈，並讓其子和隆武承襲一等子爵位。和起隨後入祀賢良祠、昭忠祠。

## 生平
和起為滿州鑲藍旗人，出身滿洲八大姓之一的馬佳氏，其高祖為阿音布，在清朝開國之初，因為軍功而獲得了拜他喇布勒哈番（正四品騎都尉）的爵位。
康熙六十一年（1722年）承襲了騎都尉的世職爵位。
乾隆四年（1739年），和起被朝廷授予了從三品盛京協領的官職。
乾隆十二年（1747年），改擔任從二品的廣州副都統，成為清朝在廣州駐紮的三千八旗軍的二號人物。
乾隆十四年（1749年），調任同品級的寧夏副都統職位。
乾隆十九年（1754年）五月，朝廷命令身為寧夏副都統的和起，偕同侍衛海福，率領寧夏八旗兵千人前往北路軍營。輔佐平西將軍、內大臣永常的西路大軍，前往討伐時任準噶爾汗國琿臺吉的達瓦齊，此為清朝中期的準噶爾之役的開端。
乾隆二十年（1755年）正月，朝廷任命和起擔任清代寧夏府駐防八旗的最高軍政長官（兵力在三千～四千人），從一品的寧夏駐防將軍，成為清廷在西北的重要高級武官。同年二月，定西將軍永常向朝廷彈劾和起等武官所率領來支援 的兵士，並不足額，請朝廷議處。